# Meczet w Malmö

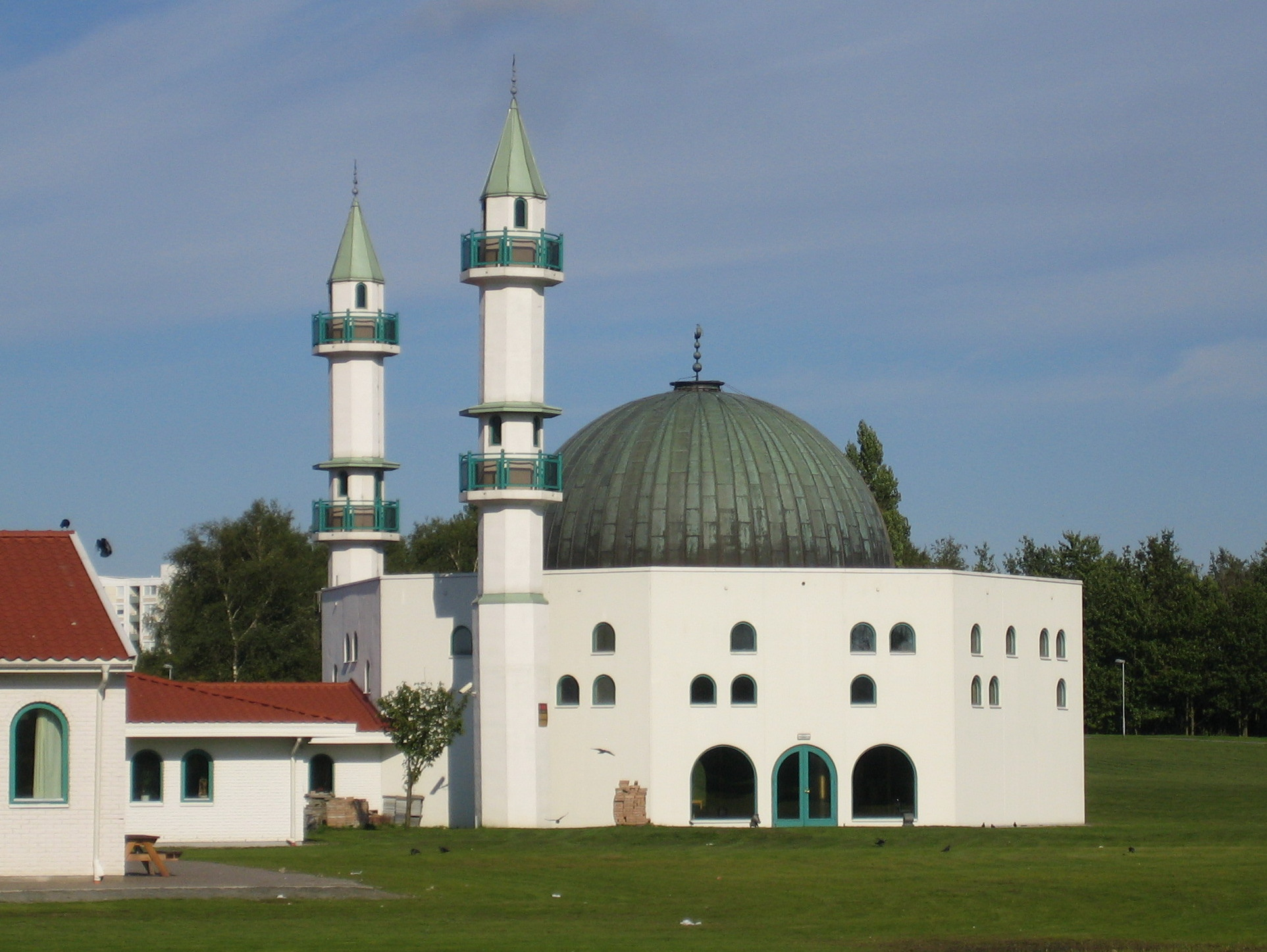
Meczet w Malmö

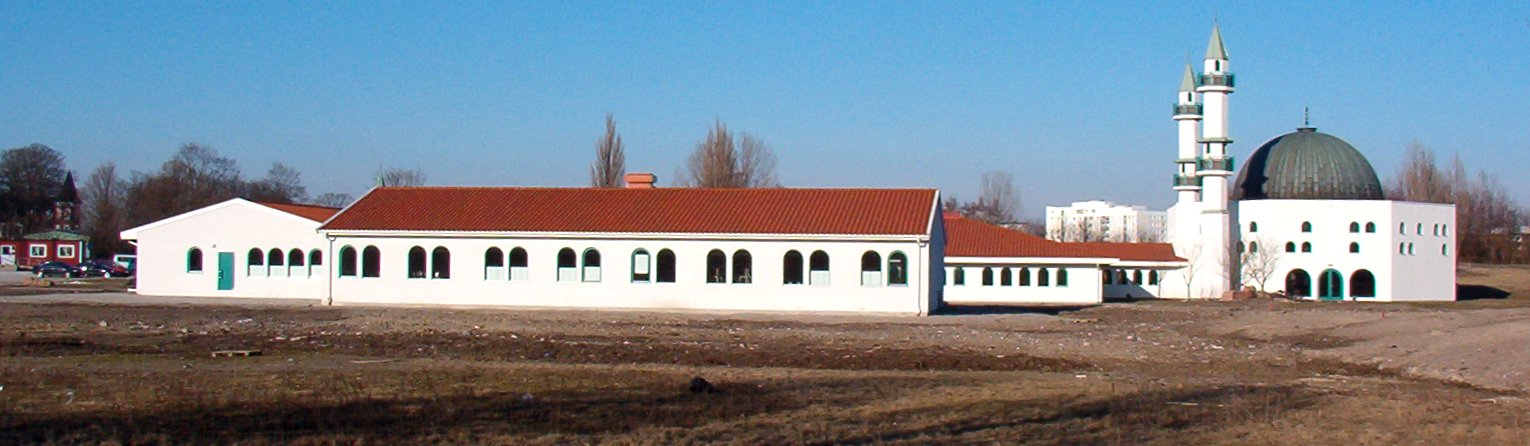
Meczet wraz z centrum religijno-edukacyjnym

Meczet w Malmö – jeden z głównych meczetów w Szwecji.
Został otwarty w 1984 roku jako pierwszy meczet w Skandynawii. Obok meczetu wybudowano centrum islamskie wraz ze szkołą i biblioteką, które służą ok. 55 000 muzułmanów całego regionu Skanii. Malmö jest obecnie największym skupiskiem muzułmanów w Szwecji.

## Ataki na meczet
Głośnym echem w świecie odbiły się ataki na meczet i trzykrotne próby jego podpalenia. 28 kwietnia 2003 w wyniku podpalenia meczet oraz przylegające budynki zostały poważnie uszkodzone. Późniejsze podpalenia z 18 września 2005 oraz 21 października 2005 zostały szybko ugaszone, nie wyrządzając większych szkód.